# Marzales
Marzales település Spanyolországban, Valladolid tartományban.  Lakosainak száma 41 fő (2024).

## Népesség
A település népessége az utóbbi években az alábbiak szerint változott:
| Lakosok száma | 79   | 64   | 63   | 55   | 56   | 53   | 48   | 45   | 45   | 41   |
|               | 2001 | 2004 | 2007 | 2009 | 2012 | 2014 | 2017 | 2019 | 2022 | 2024 |